# ليام بريدكات
ليام بريدكات (بالإنجليزية: Liam Bridcutt)‏ (8 مايو 1989 المملكة المتحدة - ) هو لاعب كرة قدم بريطاني، يلعب كلاعب وسط.

## مسيرته الكروية
لعب ليام بريدكات خلال مسيرته الاحترافية مع 10 أندية في سبعة عشر موسمًا وسجل خلالها 4 أهداف ضمن 285 مباراة. حيث فاز في موسم واحد بالكأس ولم يفز بأي دوري.
خاض ليام بريدكات مسيرته مع نادي يوفل تاون في موسم 2007–08 لمدة موسم واحد، مشاركًا في 9 مباريات ولم يسجل أي هدف. ثم انتقل إلى نادي واتفورد في موسم 2008–09 لمدة موسم واحد، حيث شارك في 6 مباريات ولم يسجل أي هدف أيضًا. لينتقل بعدها إلى نادي ستوكبورت كونتي في موسم 2009–10 لمدة موسم واحد، مشاركًا في 15 مباراة ولم يسجل أي هدف أيضًا. ثم انتقل إلى نادي برايتون أند هوف ألبيون في موسم 2010–11 ليلعب معه أربعة مواسم، مشاركًا في 132 مباراة سجل خلالها هدفين. هذا وانتقل لاحقًا إلى نادي سندرلاند في موسم 2013–14 ولمدة موسمين، مشاركًا في 30 مباراة ولم يسجل أي هدف. ثم انتقل بعدها إلى نادي ليدز يونايتد في موسم 2015–16 ولمدة موسمين، مشاركًا في 49 مباراة ولم يسجل أي هدف أيضًا. ليعود وينتقل من جديد، لكن هذه المرة إلى نادي نوتينغهام فورست في موسم 2017–18 ولمدة موسمين، مشاركًا في 28 مباراة سجل خلالها هدفًا واحدًا. لينتقل بعدها إلى نادي لينكولن سيتي في موسم 2019–20 لمدة موسم واحد، مشاركًا في 5 مباريات سجل خلالها هدفًا واحدًا أيضًا.

## وصلات خارجية
ليام بريدكات على موقع قاعدة بيانات كرة القدم.إي يو (الإنجليزية)
- ليام بريدكات على موقع ناشيونال فوتبول تيمز (الإنجليزية)
- ليام بريدكات على موقع Soccerbase.com (لاعب) (الإنجليزية)
- ليام بريدكات على موقع Soccerway.com (الإنجليزية)
- ليام بريدكات على موقع عالم كرة القدم.نت (الإنجليزية)
- ليام بريدكات على موقع AS.com (الإسبانية)